# Fantiscritti

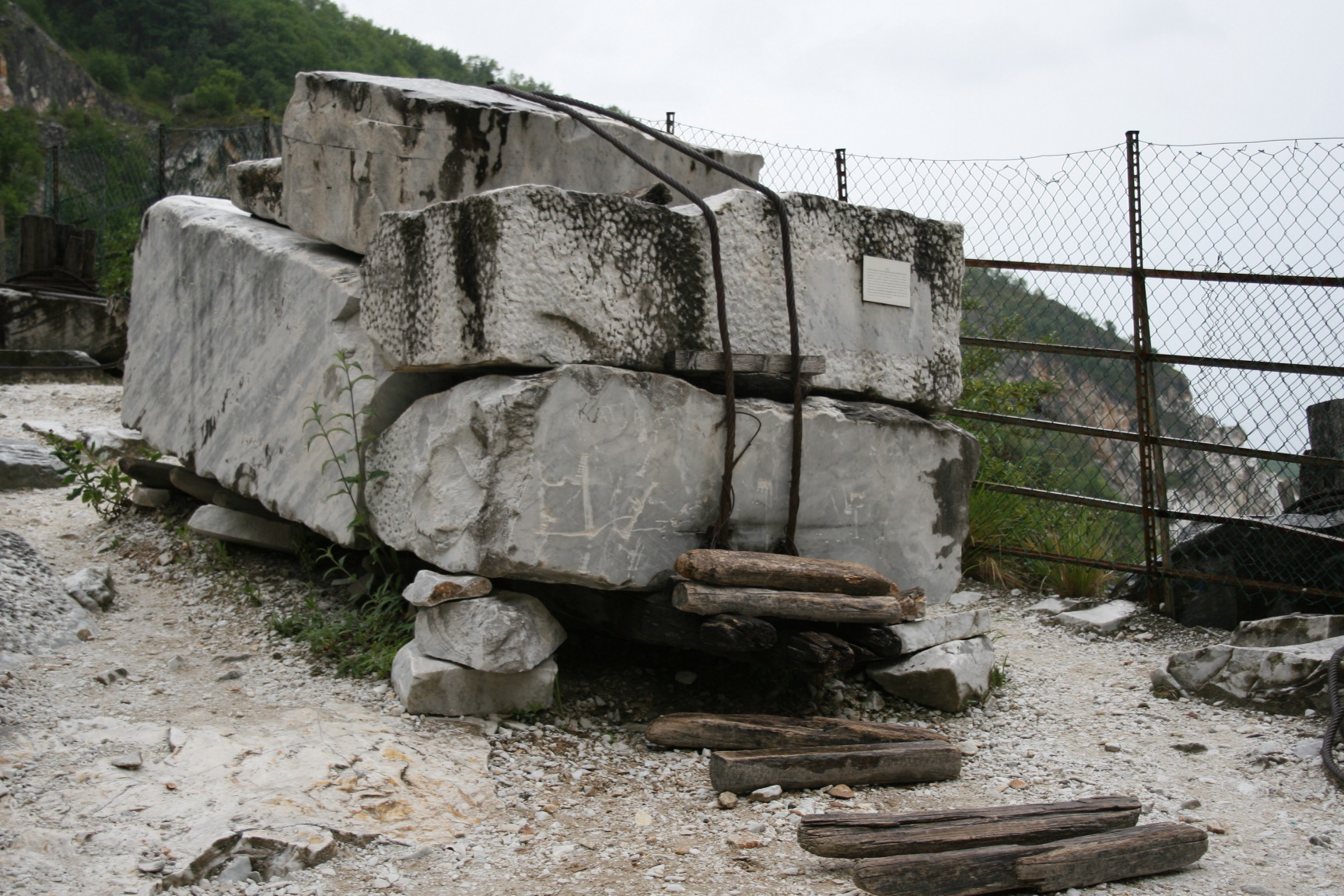
V muzeu mramoru Fantiscritti je příklad dřívější dopravy kamene tak zvanou Lizzaturou z hor Carraras.

Fantiscritti je hora v Apuanských Alpách a významná lomová oblast u vesničky Miseglia nad Carrarou. Je to jedna ze tří lomových oblastí těžby kararského mramoru.

## Název a jeho význam

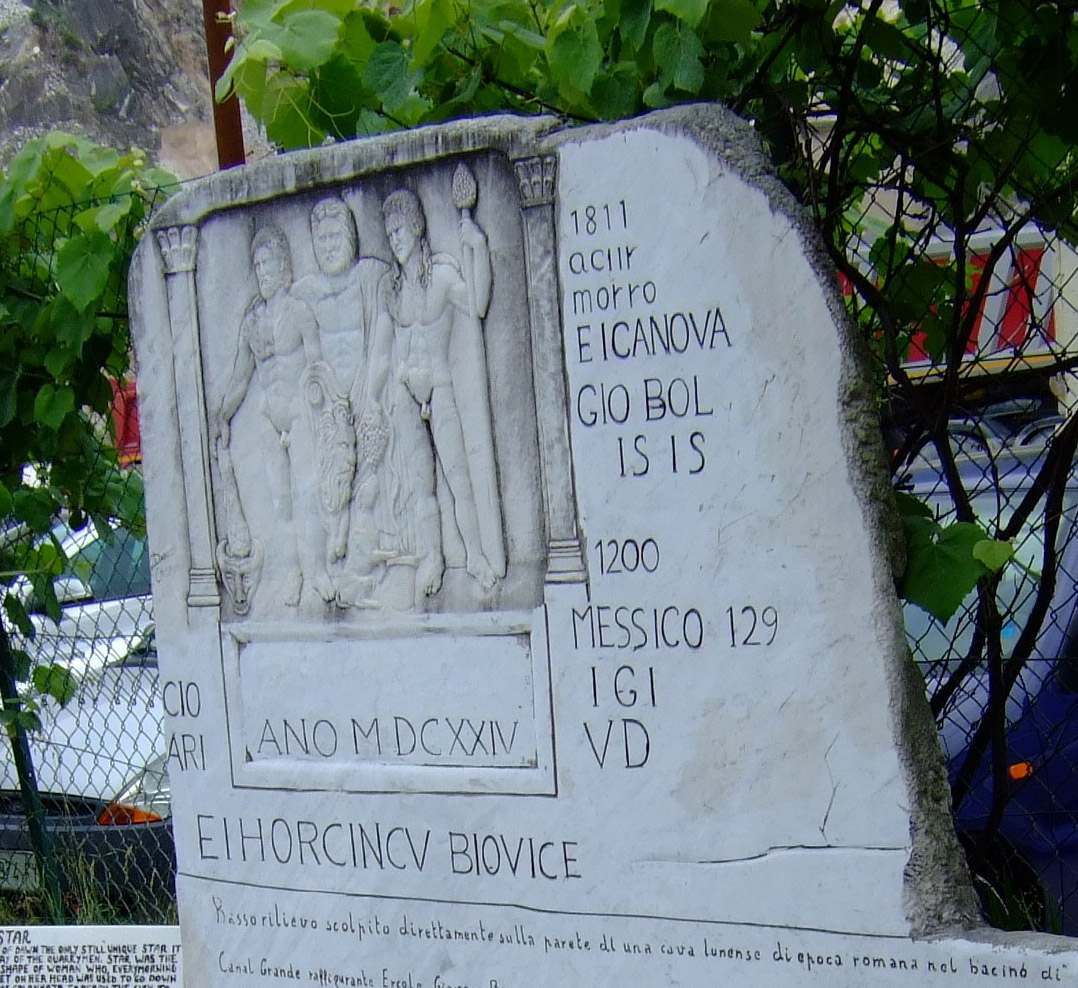
Rreliéf vystavený v muzeu Fantiscritti

Hora Fantiscritti je vysoká 630 metrů. Jméno pochází z malé římské kapličky, edikuly, ze 3. století, která byla nalezena v jednom z lomů. V této edikule byli znázorněni římští bohové Herkules, Jupiter a Bacchus. Na této votivní tabulce se pod architektonickým obloukem nachází zleva doprava: Herkules s kyjem a lví kůží, Jupiter a Dionysos se žezlem pantera. Roku 1442 tuto tabulku v dobrém stavu našel Cyriacus Ancona. Od renesance do ní vyrývali návštěvníci svá jména; první škrábání pochází z roku 1584 a nejnovější z roku 1840. V roce 1863 byl tento artefakt převezen do Umělecké akademie Carrara.
Lomy ve Fantiscritti navštěvovali významní sochaři již od renesance. Byly zde nalezeny rytiny jmen hlavního představitele klasicistního sochařství Antonia Canovy a představitele vlámsko-italského sochařství florentské školy manýrismu a raného baroka, Giambologny.

## Podzemní kamenolom

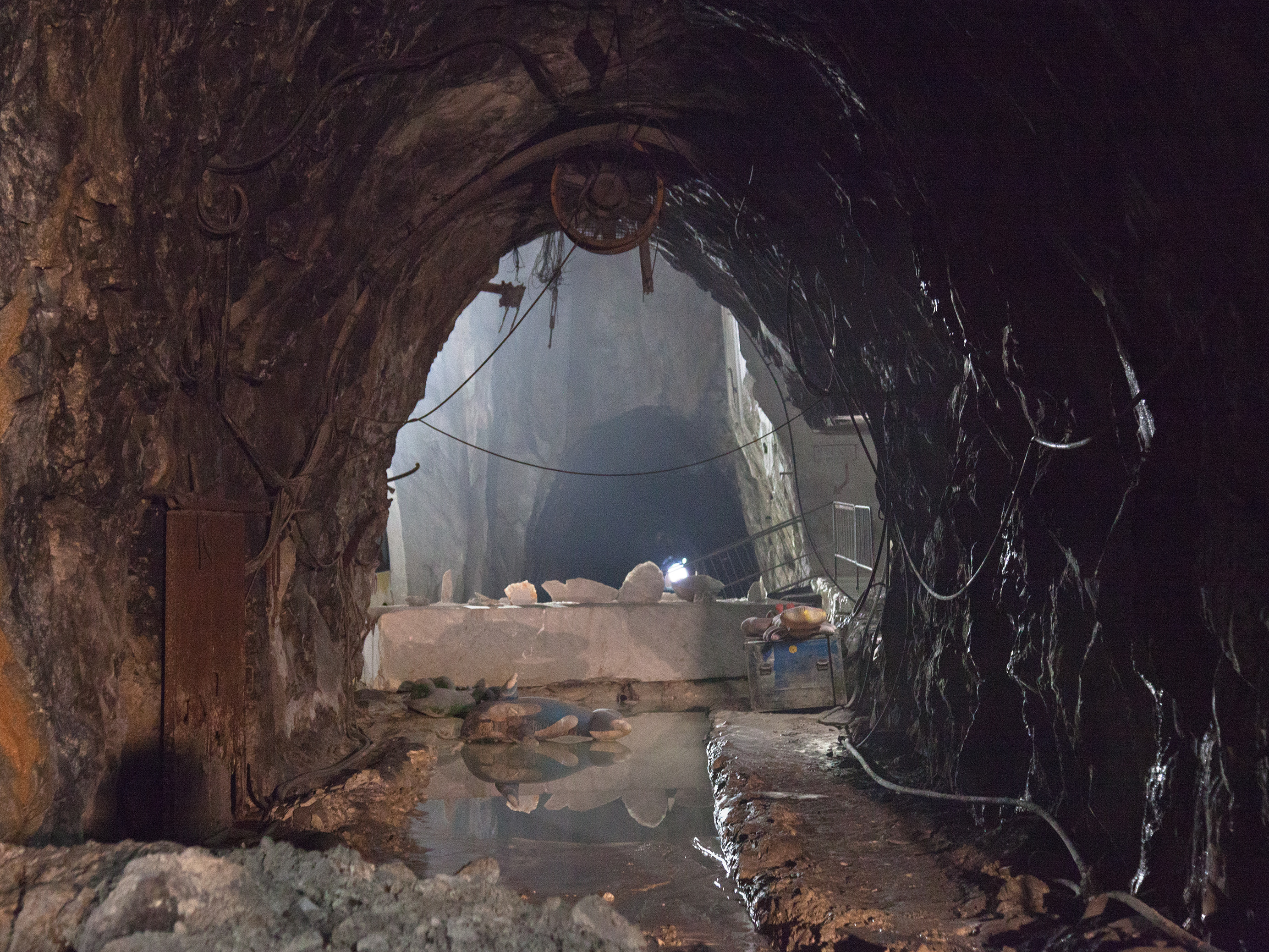
Podzemní kamenolom Galeria Ravaccione

V údolí Fantiscritti, ve kterém je asi 30 kamenolomů, se poblíž Ponti di Vara těží Ordinario (bělavý), Venato (bílý a šedý), Cremo (světle šedý) a dříve také Zebrino (šedo-zelený pruhovaný) mramor. V Ponti di Vara jsou dva kamenné klenuté mosty, přes které vedla původní mramorová dráha. Pětiobloukový most je dodnes používán jako silnice. V údolí je také podzemní kamenolom Galleria Ravaccione, který je možno navštívit. Nachází se uprostřed v tunelu dlouhém 1 200 metrů, spojujícím údolí Fantiscritti a Torano pro dopravu mramoru. Kvalitní mramor zde byl objeven uprostřed tunelu, při jeho ražbě. Nyní je využívána pouze jeho část v délce 600 metrů k podzemnímu kamenolomu. Nad tímto tunelem je vysoká "mramorová hora" a další otevřený kamenolom. Tunel je průjezdný a kamenolom jím mohou navštěvovat turisté.

## Muzeum mramoru
Před podzemním kamenolomem Galleria Ravaccione se nachází soukromé venkovní muzeum mramoru a prostor pro koncerty a divadelní představení v přírodě. Provozuje ho Walter Danesi, pod širým nebem se vystavují četné exponáty z kararského mramoru, tradiční nástroje a stroje. Je tam také skromně zařízená dřevěná chýše, která ukazuje, jak v horách Carrary kdysi dělníci v kamenolomech žili. Před muzeem je obchod se suvenýry a naproti také bistro, kde dělníci z lomu i ostatní obědvají. V bezprostřední blízkosti muzea je sochařská dílna. Jsou v ní dva, prostřednictvím počítače řízení roboti, kterými se z mramorového bloku vyřezávají sochy. Následně je pak sochaři načisto jemně opracují.